# Władysław Sterling
Władysław Sterling (ur. 14 stycznia 1877 w Warszawie, zm. 1943) – polski lekarz neurolog, psychiatra, poeta, krytyk literacki. Docent Uniwersytetu Warszawskiego, profesor Wolnej Wszechnicy Polskiej.

## Życiorys
Urodził się w 1877 w Warszawie jako syn Leopolda (1840–1910) i Emmy z domu Kornfeld (Korenfeld) (1852–1922). Jego starszym bratem był Kazimierz Sterling, stryjecznymi braćmi byli Seweryn i Mieczysław. 
Ukończył V Gimnazjum w Warszawie i w 1895 roku rozpoczął studia na Wydziale Lekarskiem Cesarskiego Uniwersytetu Warszawskiego. Uzyskał dyplom lekarski w 1901. Następnie pracował w Niemczech m.in. w Klinice Psychiatrycznej Emila Kraepelina. Po powrocie do Polski został lekarzem etatowym w klinice Edwarda Flataua. Po jego śmierci w 1932 został ordynatorem oddziału. Wykładał psychopatologię dziecka w Wolnej Wszechnicy Polskiej w Warszawie. W 1936 roku objął funkcję prezesa Warszawskiego Towarzystwa Neurologicznego
Podczas II wojny światowej przebywał w getcie warszawskim, gdzie m.in. wykładał na kursach medycyny, zorganizowanych przez Judenrat. W czasie akcji styczniowej wraz z żoną Zulą ukrywał się w przewodach kominowych. Niedługo potem razem przeszli na aryjską stronę. W 1943 roku został zamordowany razem z żoną przez Gestapo.

## Dorobek naukowy
Nazwisko Sterlinga wiąże się z jedną z pierwszych obserwacji dziedzicznego charakteru chorób neurologicznych: wraz z Flatauem opisał dystonię torsyjną i zaproponowali jej dziedziczny charakter. 
Był jednym z założycieli pisma „Neurologia Polska”.

## Sterling jako poeta
Sterling pisał poezje i recenzje literackie jeszcze podczas studiów. Wiersze wydrukował „Tygodnik Ilustrowany”, „Wędrowiec”, „Głos” i „Życie”. W 1899 roku wydał swój zbiór wierszy Poezye, cz. I (Kraków, 1900). Poezje Sterlinga były po wydaniu krytykowane przez Gustawa Daniłowskiego i Aurelego Drogoszewskiego, jednak po latach przywoływali je z uznaniem Wilhelm Feldman i Jerzy Weinberg. 

## Ordery i odznaczenia
- Złoty Krzyż Zasługi (9 listopada 1931)[9]

## Wybrane prace
- Cierpienia nerwowe, ich przyczyny, objawy i leczenie. Warszawa: 1902. Brak numerów stron w książce
- Dziecko nerwowe. Warszawa: 1903. Brak numerów stron w książce
- O ośrodkach korowych mięśni ocznych. Gazeta Lekarska 23, 28–31, 663, 1903.
- Badania nad czuciem wibracyjnem i jego znaczeniem klinicznem. Gazeta Lekarska, 1904.
- Sterling W., Flatau E. O nowotworach rdzenia. Medycyna 33, 15–21, 290, 1905.
- Fizjologia człowieka objaśniona rysunkami. Warszawa, 1903.
- Badania psychologiczne nad spostrzeganiem i pamięcią przy porażeniu postępującem. Warszawa, 1907.
- O mierzeniu zmęczenia umysłowego. Zdrowie nr 3, 1907.
- Sterling W, Flatau E. O miokimii objawowej w cierpieniach organicznych ośrodkowego układu u dzieci. Neurologja Polska 2, 5–6, 1911.
- Flatau E, Sterling W. Postępujący torsyjny kurcz u dzieci. Neurologja Polska, 1911.
- Psychologia doświadczalna w zastosowaniu do badań nad dziećmi. Warszawa, 1911.
- Istota histerii w świetle nowoczesnych teoryi psychologicznych. Medycyna i Kronika Lekarska, 1911.
- Badania doświadczalne i kliniczne nad padaczką i tężyczką hyperwentylacyjną. 1926. Brak numerów stron w książce
- O hodowli genjuszów i talentów. Zagadnienia Rasy 1, s. 3–22, 1932.